# Christa Kgamphe
Christa Boitumelo, de son nom complet Christa Boitumelo Flora Kgamphe, née le 25 décembre 1986, est une entraîneure sud-africaine. Elle est responsable du football féminin chez Mamelodi Sundowns Ladies.

## Biographie
Kgamphe se marie le 18 juin 2021 à la footballeuse sud-africaine Refiloe Jane, dont elle est également la manager. En 2022, elle obtient un master en gestion du sport de l'Université de Johannesburg.

### Parcours professionnel
En 2020, Kgamphe rejoint la société de gestion de football LTA Agency. En mars 2024, elle est nommée responsable du football féminin chez Mamelodi Sundowns Ladies.
Kgamphe enseigne la gestion du sport à l' Université de technologie de Tshwane.
En 2023, elle joue dans l'émission Sports Wives de Ndlovukazi Concepts. L'émission donne un aperçu de la vie des WAG sud-africaines

### Note
- (en) Cet article est partiellement ou en totalité issu de l’article de Wikipédia en anglais intitulé « Christa Kgamphe » (voir la liste des auteurs).